# NGC 3665
NGC 3665 је лентикуларна галаксија у сазвежђу Велики медвед која се налази на NGC листи објеката дубоког неба.
Деклинација објекта је + 38° 45' 47" а ректасцензија 11h 24m 43,6s. Привидна величина (магнитуда) објекта NGC 3665 износи 10,7 а фотографска магнитуда 11,7. Налази се на удаљености од 32,4000 милиона парсека од Сунца. NGC 3665 је још познат и под ознакама UGC 6426, MCG 7-24-3, CGCG 214-4, IRAS 11220+3902, PGC 35064.